# 日本ギャスケル協会
日本ギャスケル協会（にほんギャスケルきょうかい）は、1988年に設立し、英国ヴィクトリア朝の小説家・エリザベス・ギャスケルの文学および関連分野の研究に寄与し、あわせて会員相互の親睦を図ることを目的とする学会である。

## 歴代会長
- 山脇百合子（1988年～2006年）
- 鈴江璋子（2006年～2010年）
- 多比羅眞理子（2010年～2014年）
- 鈴木美津子（2014年～）

## 名誉会員
- 小池滋（東京都立大学 (1949-2011)名誉教授）
- 巽豊彦（上智大学名誉教授）
- 松村昌家（大手前大学名誉教授）